# Heteropsis spruceana
Heteropsis spruceana är en kallaväxtart som beskrevs av Heinrich Wilhelm Schott. Heteropsis spruceana ingår i släktet Heteropsis och familjen kallaväxter. Inga underarter finns listade.